# Basta (Jordania)
Basta – wieś w Jordanii, w muhafazie Ma’an. W 2015 roku liczyła 3422 mieszkańców.